# 쿨란트로
쿨란트로(스페인어: culantro, 학명: Eryngium foetidum 에링기움 포이티둠[*])는 미나리과의 여러해살이풀이다.

## 분포
아메리카가 원산지이다. 북아메리카(멕시코), 카리브(과들루프, 그레나다, 도미니카, 마르티니크, 몬트세랫, 바베이도스, 세인트루시아, 세인트빈센트 그레나딘, 세인트키츠 네비스, 앤티가 바부다, 자메이카, 쿠바, 트리니다드 토바고, 푸에르토리코), 중앙아메리카(과테말라, 니카라과, 벨리즈, 엘살바도르, 온두라스, 코스타리카, 파나마), 남아메리카(가이아나, 베네수엘라, 볼리비아, 브라질, 수리남, 페루, 프랑스령 기아나)에 분포한다.

## 쓰임새
베트남 요리에 쓰인다.

## 같이 보기
- 고수